# 馬灣海峽

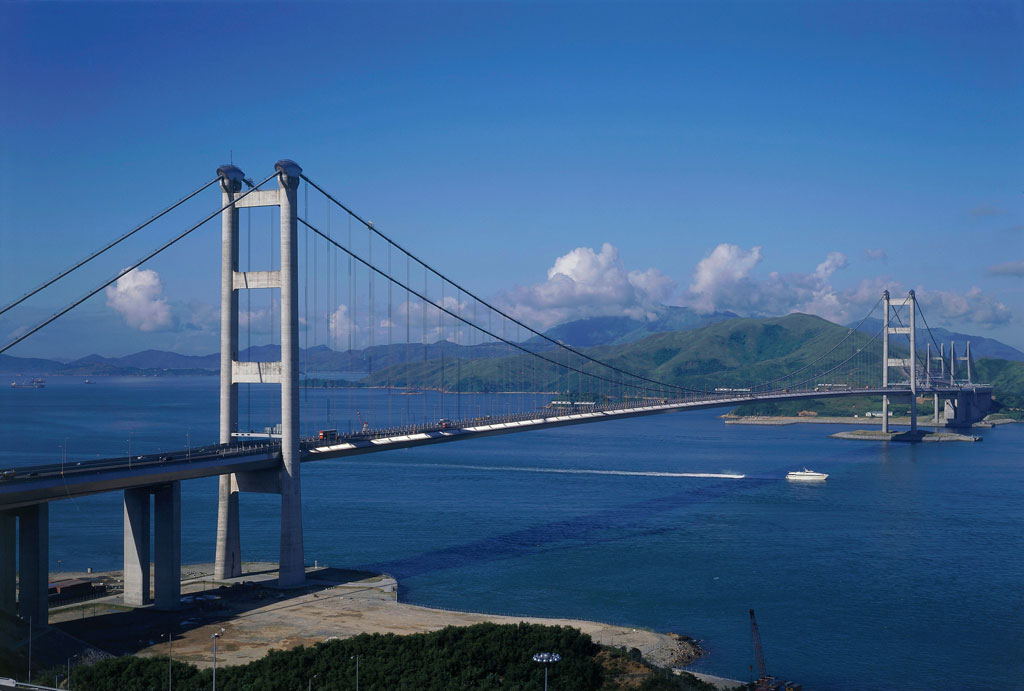
青馬大橋和馬灣海峽，攝於青衣

馬灣海峽（英語：Ma Wan Channel，古稱雞踏門或咸湯門）是香港海峽之一，位於青衣及馬灣之間。其北面是汀九，是龍鼓水道與藍巴勒海峽交接之處。其南面則接近香港維多利亞港西面的出口汲水門。
全球第五長的吊橋，青馬大橋跨越了馬灣海峽，其中一座橋塔座落於海峽上的人工島。

## 相關
- 珀麗灣
- 香港聯合船塢